# Ліз Грегорі
Ліз Грегорі (англ. Lise Gregory; нар. 29 серпня 1963) — колишня південноафриканська тенісистка.
Здобула сім парних титулів туру WTA. Досягла чвертьфіналу Відкритого чемпіонату Австралії 1991 року у парному розряді.
Найвищу одиночну позицію світового рейтингу — 167 місце досягла 7 грудня 1987, парну — 17 місце — 8 квітня 1991 року.

## Фінали Туру WTA

### Парний розряд 13 (7–6)
| Легенда           |   |
| Grand Slam        | 0 |
| WTA Championships | 0 |
| Tier I            | 0 |
| Tier II           | 0 |
| Tier III          | 2 |
| Tier IV & V       | 3 |

| Титули за покриттям |   |
| Тверде              | 4 |
| Ґрунт               | 1 |
| Трава               | 1 |
| Килим               | 1 |

| Результат | Ранг | Дата            | Турнір                                | Покриття | Партнер          | Опоненти                               | Рахунок       |
| --------- | ---- | --------------- | ------------------------------------- | -------- | ---------------- | -------------------------------------- | ------------- |
| Перемога  | 1.   | 18 жовтня 1987  | San Juan, Puerto Rico                 | Тверде   | Ронні Рейс       | Кеммі Макгрегор Синтія Макгрегор       | 7–5, 7–5      |
| Перемога  | 2.   | 31 липня 1988   | Aptos, Каліфорнія, США                | Тверде   | Ронні Рейс       | Патті Фендік Джилл Гетерінгтон         | 6–3, 6–4      |
| Перемога  | 3.   | 26 лютого 1989  | Вічита, Канзас, США                   | Ґрунт    | Манон Боллеграф  | Сенді Коллінз Лейла Месхі              | 6–2, 7–6      |
| Поразка   | 4.   | 21 травня 1989  | German Open, Німеччина                | Ґрунт    | Гретхен Раш      | Елізабет Смайлі Джанін Тремеллінг      | 7–5, 3–6, 2–6 |
| Поразка   | 5.   | 28 травня 1989  | Internationaux de Strasbourg, Франція | Ґрунт    | Гретхен Раш      | Мерседес Пас Юдіт Візнер               | 3–6, 3–6      |
| Поразка   | 6.   | 25 лютого 1990  | Оклагома-Сіті, Оклахома, США          | Тверде   | Манон Боллеграф  | Мері-Лу Деніелс Венді Вайт             | 5–7, 2–7      |
| Поразка   | 7.   | 17 червня 1990  | Birmingham Classic, England           | Трава    | Гретхен Раш      | Лариса Савченко-Нейланд Наташа Звєрєва | 6–3, 3–6, 3–6 |
| Перемога  | 8.   | 22 липня 1990   | Newport, Rhode Island, США            | Трава    | Гретхен Раш      | Патті Фендік Енн Сміт                  | 7–6, 6–1      |
| Перемога  | 9.   | 30 вересня 1990 | Sparkassen Cup (теніс), Німеччина     | Килим    | Гретхен Раш      | Манон Боллеграф Джо Дьюрі              | 6–2, 4–6, 6–3 |
| Перемога  | 10.  | 17 лютого 1991  | Aurora, Colorado, США                 | Тверде   | Гретхен Раш      | Патті Фендік Лорі Макніл               | 6–4, 6–4      |
| Поразка   | 11.  | 7 квітня 1991   | Volvo Car Open, South Carolina, США   | Ґрунт    | Мері-Лу Деніелс  | Клаудія Коде-Кільш Наташа Звєрєва      | 4–6, 0–6      |
| Перемога  | 12.  | 28 липня 1991   | Westchester Cup 1991, США             | Тверде   | Розалін Феербенк | Катріна Адамс Лорі Макніл              | 7–5, 6–4      |
| Поразка   | 13.  | 11 серпня 1991  | Альбукерке, New Мексика, США          | Тверде   | Марін Гарпер     | Катріна Адамс Ізабель Демонжо          | 7–6, 4–6, 3–6 |

## Фінали ITF

### Одиночний розряд: (1–2)
| Турніри $25,000 |
| Турніри $10,000 |

| Результат | Ранг | Дата          | Турнір           | Покриття | Опонент           | Рахунок          |
| Runner–up | 1.   | 8 червня 1985 | Бойнтон-Біч, США | Тверде   | Гелл Сіоффі       | w/o              |
| Runner–up | 2.   | 7 червня 1987 | Бока-Ратон, США  | Ґрунт    | Kim Barry         | 6-4, 3-6, 3-6    |
| Перемога  | 3.   | 26 липня 1987 | Піттсбург, США   | Тверде   | Дженніфер Сентрок | 4-6, 7-5, 7-6(5) |

### Парний розряд: (7–1)
| Результат | No | Дата              | Турнір                                 | Покриття | Партнер          | Опоненти in the final          | Рахунок             |
| Перемога  | 1. | 16 червня 1986    | Бірмінгем (Алабама), США               | Ґрунт    | Геліане Стеден   | Ann Etheredge Sonia Hahn       | 6-4, 2-6, 6-4       |
| Перемога  | 2. | 23 червня 1986    | Сібрук (Нью-Гемпшир), США              | Ґрунт    | Манон Боллеграф  | Елісон Скотт Мішелл Терк       | 6–2, 6–1            |
| Перемога  | 3. | 1 червня 1987     | Брандон (Флорида), США                 | Ґрунт    | Інгелісе Дрігейс | Кеті Фоксворт Теммі Віттінгтон | 7–6(3), 6–7(8), 6–4 |
| Перемога  | 4. | 8 червня 1987     | Кі-Біскейн (Флорида), США              | Тверде   | Інгелісе Дрігейс | Кеті Фоксворт Теммі Віттінгтон | 3–6, 7–6(4), 6–2    |
| Перемога  | 5. | 15 червня 1987    | Бірмінгем (Алабама), США               | Тверде   | Інгелісе Дрігейс | Катріна Адамс Sonia Hahn       | 6–7(0), 6–4, 6–2    |
| Перемога  | 6. | 29 червня 1987    | Літчфілд (Каліфорнія), США             | Ґрунт    | Інгелісе Дрігейс | Paulette Roux Ріта Вайнбаргер  | 7–5, 6–2            |
| Перемога  | 7. | 6 липня 1987      | Сібрук-Айленд (Південна Кароліна), США | Ґрунт    | Інгелісе Дрігейс | Кеті Фоксворт Теммі Віттінгтон | 6–1, 6–2            |
| Поразка   | 8. | 13 листопада 1989 | Telford, Велика Британія               | Тверде   | Лінда Барнард    | Анне Аалонен Сімоне Шилдер     | 3–6, 6–7            |